# Ifjúsági nyelv
Az ifjúsági nyelv a fiatalok (elsősorban a középiskolás korosztály) többé-kevésbé egységes szlengje, olyan csoportnyelv (egyesek szerint rétegnyelv), amely az 1945 utáni egységesítő társadalmi változások következtében egybeolvadó diáknyelvekből jött létre az 1960-as évekre.

## Az ifjúsági nyelv nyelvi jellemzői

### Az ifjúsági nyelv főbb témakörei
- Tantárgyelnevezések: biosz, bikusz, bigyológia, termike ’biológia’, föci ’földrajz’, matek ’matematika’, rémtan ’mértan’, töci, töri, törci, törtike ’történelem') stb.
- Érdemjegyek: bunkó, dákó, deszka, dugó, egyenes, fa, gerenda, gyökér, gyufa, horog, kampó, karó, szigony, tök, tűzifa ’elégtelen’ stb.
- Iskola: isi, suli, sulaj, gimi, fősuli, trágyaegyetem ’agrártudományi egyetem’.
- Diákotthon: kolesz, koli, koleszos, kolista, Petőfi-leves (= „Minek nevezzelek?”), BMV-leves (= „Bele minden vacakot!”), Leningrád-leves (ti. bevehetetlen); stb.
- Testrésznevek: bogyó, leső, kuklyuk ’szem’; pumpa, ütő ’szív’; csőr, etető ’száj’; előny, tejcsarnok, tejcsárda ’női mell’; lőcs, mankó, virgács ’láb’; toll, séró, hári ’haj’.
- Ruházat: szerelés ’ruha’, jakó ’kabát’, gatya, naci ’nadrág’, faros 'farmer', surranó, topogó, tyúkszemtok ’cipő’, kultúrmadzag ’nyakkendő’, cicifix ’melltartó’, tökfedő ’sapka’.
- Rokonságnevek: fater, fati ’apa, muter, muti ’anya’, tesó ’testvér’, bratyesz, bratyó ’báty’, ősök ’szülők’.
- Lányok, nők megnevezései: béka, bige, bula, csaj, csirke, cuncimókus, jérce, madárka, moha, muff, pipi, pulyka.
- Férfit, fiút jelölő szavak: csávó, faszi, fej, gádzsó, hapi, hapsi, krapek, manusz, mókus, muki, pacák, pali, pasi, pók, surmó, szivar, tag, ürge.
- Járműmegnevezések: kecske, drótkecske, csőszamár, bicaj, bringa ’kerékpár’; benzinkecske ’motorkerékpár’, tyúkrázda ’motorkerékpár hátsó ülése’; szőrös taxi, zabmotoros ’lovaskocsi’; trabicsek, szappantartó, furnérláda, papírtigris ’Trabant’.
- Evés-ivás: behajít, betermel, bevermel, burkol, kajál, silózik ’eszik’, tankol ’iszik’.
- Beszéddel kapcsolatos szavak: csiripel, dumál, süketel, szövegel; hinti/nyomja a sódert-, a szöveget, kultúrszövege van, sok a szöveg.
- Zene, tánc: sípláda, zajláda, ricsajdoboz, füttykaszni ’lemezjátszó’; csörög, csurglizik, réáz, rop, rütyőzik ’táncol’; füles 'fülhallgató'; miki 'mikrofon' stb.
- Szellent: fingik, pukizik, purcant, púzik, lukszusszant

### Az ifjúsági nyelv szóalkotása
Az ifjúsági nyelvben gyakoriak a képzett szavak, különösen a játékos kicsinyítő, becéző képzővel alakultak: vili ’világos’, kori ’korcsolya’, trabcsi ’Trabant’, uncsi ’unalmas’, figyu! ’figyelj!’, cerka ’ceruza’, ruci ’ruha’, napej ’napközi’, brekusz ’béka’ stb. Elterjedtek benne a rövidítések, mozaikszavak is: diri ’igazgató’, tancsi ’tanár’, doli, doga ’dolgozat, mó ’mozi’, hábé ’házibuli’. Sok egyéni alkotású, játékos, szócserés összetétel található benne: tájfunkabát ’orkánkabát’, pézsé 'papírzsebkendő', proletárszendvics ’zsíroskenyér’, tetűpuska ’fésű’, benzintyúk ’motorkerékpár hátsó ülésén ülő nő’, füstrúd ’cigaretta’ stb. Kedveltek a hangcserés, torzításos és egyéb szójátékos formák: sirodalom ’irodalom’, mérgesítő ’értesítő’, bizony hitvány ’bizonyítvány’, zimó ’mozi’, nyuszog ’szúnyog’ stb. Szintén jellemzők a fiatalok beszédében a szemléletes (többnyire áttételes) kifejezések: ereszt a feje ’buta’; Szemfelszedés nincs! ’ne bámulj engem annyira, mert kiesik a szemed’; trombitának nézték (azaz megfújták) ’ellopták’ stb.

## Az ifjúsági nyelv kutatása
A ifjúsági nyelvi kutatások kezdetét Kovalovszky Miklós Az ifjúság nyelve című, 1963-ban megjelent cikkétől számítják. Magára a nyelvi jelenségre bizonyára a szlengnek az irodalomba való beáramlása, a Zabhegyező- és Rozsdatemető-vita irányította rá a figyelmet. A Kovalovszky-cikkről tartott nyelvművelő munkabizottsági vita után a Magyar Nyelvőr 1964-ben pályázatot hirdetett az ifjúsági nyelv gyűjtésére. Az akkori pályázat helyezettjei közül Matijevics Lajos hamarosan terjedelmes és alapos vajdasági diáknyelvi szótárt adott közre. A hatvanas években ifjúsági nyelvvel foglalkozni kezdő nyelvészek közül Bachát László az, aki számtalan tanulmányával és az ezekben képviselt jellegzetesen didaktikus nyelvművelő szemléletével a legtipikusabb és legnagyobb hatású képviselője az ifjúsági nyelvet kutató nyelvészeknek.
Az ifjúsági nyelvi kutatásokat a modern szlengkutatás szempontjából nem szokták igazán szerencsésnek tartani, ugyanis az ifjúsági nyelv terminusnak ’a fiatalság által beszélt többé-kevésbé egységes csoport- vagy rétegnyelv’ jelentésben való használata egyrészt túlságosan leszűkítette a vizsgálandó területet, másrészt a szleng működése, rendszere kapcsán felmerülő kérdések megválaszolását a jelenségek puszta leírásával igyekezett pótolni. E leegyszerűsítő közelítésmódból következik, hogy az így nyert elméleti megállapítások csak részben állják meg a helyüket, például az az okfejtés, amely e szociolektus stílusát, keletkezését, használatát mint nemzedéki problémát tünteti fel, erősen vitatható. Hasonlóan vélekedhetünk a szlengnek a sztenderd nyelvváltozattól való eltérését nyelvi devianciaként, és mint ilyet, nyelvművelési kérdésként értékelő felfogásról is.
A klasszikus értelemben vett ifjúsági nyelvi kutatások a nyolcvanas évekre kifulladtak. Ennek bekövetkezése szakmai szempontból törvényszerű volt, hiszen az ifjúsági nyelv leltározásán kívül ez az irányzat más nyelvészeti feladatot nem tűzött ki maga elé (hibásan leszűkített kutatási bázisa és vitatható módszerei miatt nem is tűzhetett); végkövetkeztetéseit nézve az ifjúsági nyelv vizsgálata sokkal inkább volt nyelvtisztító-nyelvművelő mozgalom, s mint ilyen inkább az ifjúságnevelés nyelvi vetülete, mint nyelvészeti kutatás. Visszaszorulásának legfőbb oka talán az volt, hogy egyetlen igazán nyelvészeti céljának, az adatgyűjtésnek sem tudott már megfelelni: az előkerülő adatok egyre kevesebb újdonságot hordoztak, és a konkrét nyelvi anyag mögött meghúzódó általánosabb nyelvi vonások terén sem mutatkozott újdonság.
Az ifjúsági nyelvi kutatások utolsó hulláma az 1990-es években már ismét inkább a diákság (és nem általában az ifjúság) nyelvével kezdett foglalkozni.

## Külső hivatkozások

### Magyarul
- Czeglédi Sándor: Az ifjúsági nyelv szóhasználati jellegzetességei egy veszprémi felmérés tükrében.[halott link]
- Vidra Anikó: Az ifjúság sajátos nyelvhasználatáról
- Wagner Anikó: Csöcs, tőgy avagy tejcsarnok? (Ifjúsági nyelvhasználati felmérés a szerelem és szexualitás témaköréből).

### Idegen nyelven
- The Bergen Corpus of London Teenage Language (COLT) Archiválva 2006. október 8-i dátummal a Wayback Machine-ben
- UNO (Nordic Teenage Language – a network for research on nordic teenage language)
- Corpus de Lenguaje Adolescente (COLA)